# اتحادیه ایچالی
اتحادیه ایچالی (به لاتین: Ichhali Union) یک منطقهٔ مسکونی در بنگلادش است که در Jessore Sadar Upazila واقع شده‌است.
 اتحادیه ایچالی ۸۱٫۲۷ کیلومتر مربع مساحت و ۲۲٬۶۱۲ نفر جمعیت دارد.